# Маслов, Владимир Юрьевич
Владимир Юрьевич Маслов (род. 19 августа 1970) — советский и российский хоккеист, нападающий. Мастер спорта России.[уточнить] Тренер.

## Биография
До пятого класса обучался в школе футбола. Первые тренеры в хоккее — Игорь Николаевич Чубаров, Сергей Николаевич Левашев. Воспитанник спортивного клуба «Гвоздика» (Ижевск), тренер Юрий Аркадьевич Бельков. На городских и республиканских турнирах регулярно признавался лучшим нападающим. С 16 лет — в команде мастеров «Ижсталь». Играл за юношескую сборную СССР под руководством Геннадия Цыгурова в звене с Алексеем Жамновым и Андреем Коваленко.
Бо́льшую честь карьеры — 13 сезонов (1986/87 — 1989/90, 1990/91 — 1992/93, 1996/97 — 1997/98, 1999/2000, 2002/03 — 2004/05) провёл в «Ижстали». Сыграл 430 матчей, набрал 236 очков (114+122).
Играл также за команды СКА Свердловск (1989/90), «Славия» София (Болгария, 1992/93 — чемпион Болгарии), «Авангард» Омск (1993/94), «Автомобилист» Екатеринбург (1994/95), «Ак Барс» Казань (1995/96), СКА СПб (1998/99), «Торпедо» НН (1998/99), «Химик» Воскресенск (2000/01), «Кедр» Новоуральск (2000/01), «Металлург» Серов (2001/02), «Спутник» Нижний Тагил (2001/02 — 2002/03), «Мечел» Челябинск (2003/04). Выступая за «Ак Барс», получил травму и не выступал на протяжении 15 месяцев.
31 августа 2005 года закончил играть и на следующий день стал работать в детской спортивной школе «Ижстали».
Главный тренер «Ижстали» (ВХЛ, 2010/11, с 14 февраля), клубов МХЛ-Б «Ижевская сталь» (2013/14), «Прогресс» Глазов (2014/15). Тренер «Ижстали» (2020/21).